# Liste der Naturdenkmäler in St. Leonhard in Passeier
Die Liste der Naturdenkmäler in St. Leonhard in Passeier (italienisch San Leonardo in Passiria) enthält die zehn als Naturdenkmal ausgewiesenen Objekte auf dem Gebiet der Gemeinde St. Leonhard in Passeier in Südtirol.
Basis ist das im Internet einsehbare offizielle Verzeichnis der Naturdenkmäler in Südtirol (Stand: 23. Januar 2015). Dabei kann es sich um botanische, geologische oder hydrologische Naturdenkmäler handeln. Die Reihenfolge in dieser Liste orientiert sich an der ID, alternativ ist sie auch nach dem Namen sortierbar.

## Liste
| Foto |                 | Name                                      | Standort                     | Beschreibung                                                 |
| ---- | --------------- | ----------------------------------------- | ---------------------------- | ------------------------------------------------------------ |
| BW   | Datei hochladen | 1 Lorbeer, 1 Steineiche ID: 080_G01       | 46° 49′ 2″ N, 11° 14′ 43″ O  | Botanisches Naturdenkmal: Kalifornischer Lorbeer, Steineiche |
| BW   | Datei hochladen | Walnussbaum beim Kamerfaithof ID: 080_G02 | 46° 47′ 33″ N, 11° 14′ 7″ O  | Botanisches Naturdenkmal: Walnussbaum                        |
| ja   | Datei hochladen | Pfeifertalwasserfall ID: 080_G03          | 46° 47′ 16″ N, 11° 14′ 24″ O | Hydrologisches Naturdenkmal: Wasserfall                      |
| BW   | Datei hochladen | Wasserfall des Prantlbachs ID: 080_G04    | 46° 45′ 23″ N, 11° 13′ 7″ O  | Hydrologisches Naturdenkmal: Wasserfall                      |
| ja   | Datei hochladen | Glaitenbachwasserfall ID: 080_G05         | 46° 49′ 13″ N, 11° 14′ 45″ O | Hydrologisches Naturdenkmal: Wasserfall                      |
| ja   | Datei hochladen | Guflbachfälle ID: 080_G06                 | 46° 49′ 29″ N, 11° 13′ 1″ O  | Hydrologisches Naturdenkmal: Wasserfall                      |
| ja   | Datei hochladen | Übelsee ID: 080_G07                       | 46° 50′ 55″ N, 11° 14′ 2″ O  | Hydrologisches Naturdenkmal: See                             |
| ja   | Datei hochladen | Kehlerlacke ID: 080_G08                   | 46° 50′ 24″ N, 11° 17′ 40″ O | Hydrologisches Naturdenkmal: Teich mit Verlandungsfläche     |
| ja   | Datei hochladen | Seebergsee ID: 080_G09                    | 46° 48′ 37″ N, 11° 19′ 43″ O | Botanisches Naturdenkmal: Weiher/Teich                       |
| BW   | Datei hochladen | Wannsermoos ID: 080_G10                   | 46° 49′ 6″ N, 11° 20′ 17″ O  | Hydrologisches Naturdenkmal: Feuchtgebiet                    |

| Foto: | Fotografie des Naturdenkmals. Klicken des Fotos erzeugt eine vergrößerte Ansicht. Daneben finden sich zwei Symbole: |
| ID    | Identifikator bei der Abteilung Natur, Landschaft und Raumentwicklung der Südtiroler Landesverwaltung               |